# A New Machine
„A New Machine (Part 1)“ a „A New Machine (Part 2)“ jsou sedmá a devátá skladba ze studiového alba anglické progresivně rockové skupiny Pink Floyd A Momentary Lapse of Reason z roku 1987.

## Sestava
- David Gilmour - zpěv, programování, syntezátor
- Patrick Leonard - syntezátor